# Malpractice
Malpractice är ett musikalbum av Dr. Feelgood lanserat 1975 på skivbolaget United Artists. Det var gruppens andra studioalbum och släpptes bara månader efter det första albumet Down by the Jetty. Malpractice blev gruppens debutalbum i USA där Down by the Jetty aldrig fick någon bred lansering. Med albumet fick gruppen sin första listplacering i Storbritannien, albumet nådde sjuttondeplatsen på UK Albums Chart.

## Låtlista
(kompositör inom parentes)
1. "I Can Tell" (Ellas McDaniel, Samuel F. Smith) - 2:46
2. "Going Back Home" (Mick Green, Wilko Johnson) - 4:00
3. "Back in the Night" (Wilko Johnson) - 3:18
4. "Another Man" (Wilko Johnson) - 2:55
5. "Rolling and Tumbling" (McKinley Morganfield) - 3:12
6. "Don't Let Your Daddy Know" (Wilko Johnson) - 2:57
7. "Watch Your Step" (Bobby Parker) - 3:23
8. "Don't You Just Know It" (Huey "Piano" Smith, Johnny Vincent) - 3:49
9. "Riot in Cell Block No. 9" (Jerry Leiber and Mike Stoller) - 3:40
10. "Because You're Mine" (Wilko Johnson, Nick Lowe, Sparks) - 4:54
11. "You Shouldn't Call the Doctor (If You Can't Afford the Bills)" (Wilko Johnson) - 2:36

## Fotnoter
1. ↑  http://www.officialcharts.com/artist/16295/dr--feelgood/